# Rahel Süß

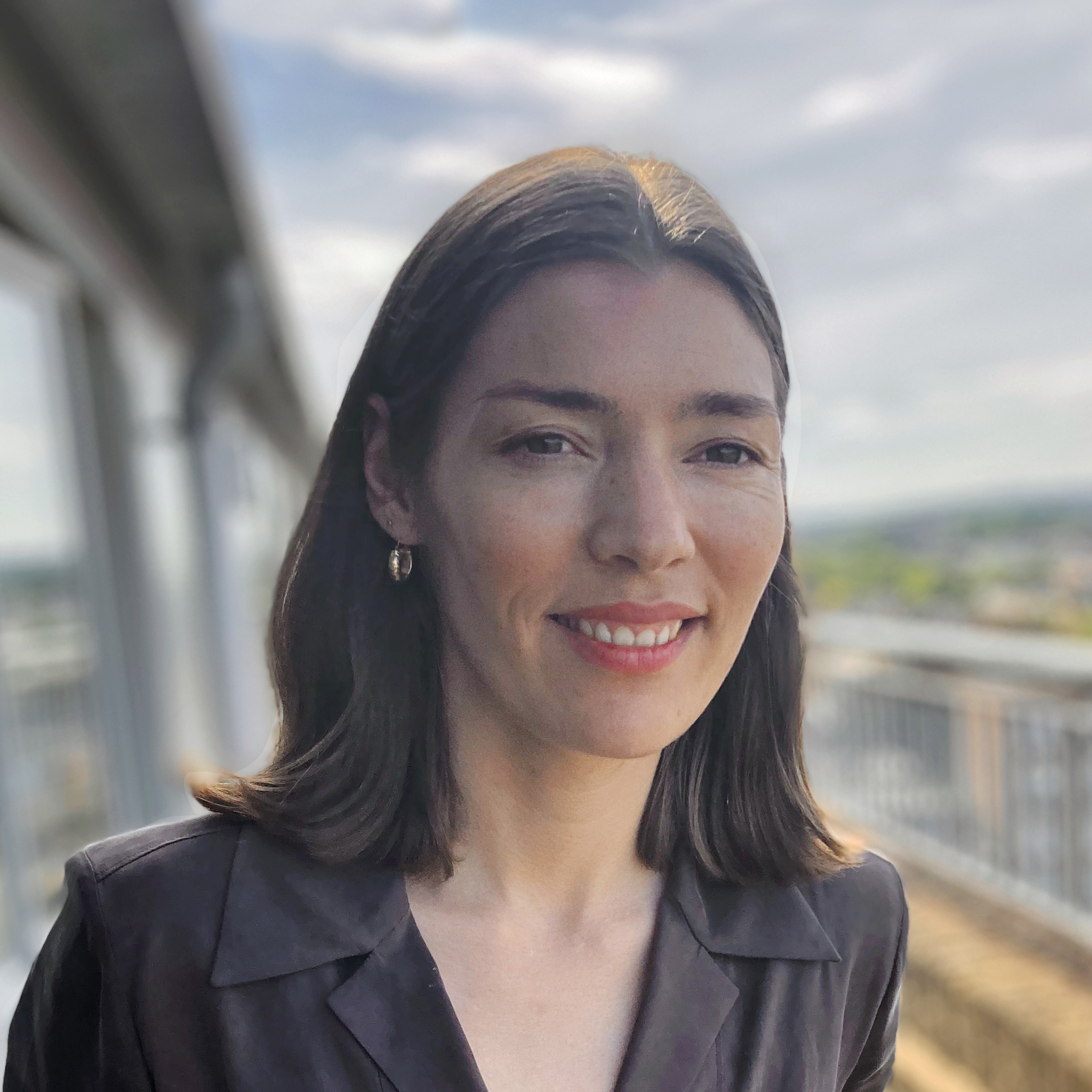
Rahel Süß (2020)

Rahel Sophia Süß (* 17. April 1987 in Bissendorf) ist eine deutsche Politikwissenschaftlerin.

## Leben
2001 besuchte Süß eine High School in Miami, 2006 legte sie das Abitur ab. Von 2006 bis 2008 leistete Süß Freiwilligenarbeit für rumänische Straßenkinder in dem Bukarester Sozialzentrum St. Lazar des Vereins Concordia.
Süß studierte ab 2009 das Fach Politikwissenschaft an der Universität Wien und schloss dort mit dem BA in Politikwissenschaft 2012 (mit Auszeichnung) ab. Das Masterstudium, das Süß mit Auszeichnung bestand, beendete sie mit einer von Ulrich Brand betreuten Arbeit in Wien zum Begriff der kollektiven Handlungsfähigkeit, erschienen 2015 unter dem Titel Kollektive Handlungsfähigkeit, Gramsci, Holzkamp, Mouffe/Laclau im Verlag Turia + Kant. Im Rahmen ihres Masterstudiums verbrachte Süß ein Semester an der Karls-Universität Prag über das Erasmus-Programm.
Aufenthalte als Visiting Student schlossen sich an am Centre for the Studies of Democracy der University of Westminster London (Januar 2017 bis März 2019), der School of Politics and International Relations an der Queen Mary University of London (Juni 2018 bis Januar 2019) sowie im Rahmen des Franklin Humanities Institute & Literature Program an der Duke University, North Carolina (August bis Dezember 2019).
Im Jahr 2020 wurde Rahel Süß mit Auszeichnung bei Oliver Marchart mit der Dissertation Provozierte Demokratie. Elemente einer radikalen Demokratietheorie des experimentellen Handelns promoviert. Gutachter waren Martin Nonhoff und Oliver Flügel-Martinsen.
An der Universität Wien unterrichtete Süß von 2015 bis 2021 als Lehrbeauftragte für Politische Theorie. 2020 ging sie für einen sechsmonatigen Gastaufenthalt an die Goldsmiths University of London sowie von September 2021 bis Januar 2022 an das Department of Digital Humanities des King’s College London. Im Rahmen eines Post-Doc-Fellowships der Alexander-von-Humboldt-Stiftung absolvierte Süß 2022 einen Forschungsaufenthalt (von März bis August 2022) an der London School of Economic and Political Science auf Einladung von Lea Ypi.
Im Jahr 2023 erwarb sie noch einen Abschluss als BA in Philosophie an der Universität Wien mit der Spezialisierung „Philosophie der Technologie und Medienphilosophie“.
Sie war von Februar 2022 bis Oktober 2022 Postdoc-Fellow an der Humboldt-Universität zu Berlin und ist gegenwärtig am Hamburger The New Institute tätig.
Im Jahr 2012 gründete Rahel Süß die internationale Zeitschrift Engagée, die von 2015 bis 2021 erschien. Süß gehörte zum Kreis der Herausgeber, der von Wien, Berlin und London operierte, und war mit Alessio Kolioulis für das Design der Zeitschrift verantwortlich. Ab der sechsten Ausgabe erschien die Zeitschrift in englischer und deutscher Sprache.
Während ihres Studiums beteiligte sich Süß an den Studentenprotesten in Österreich 2009/2010 und zählt zu den Herausgebern des Buches „Uni brennt – Grundsätzliches – Kritisches – Atmosphärisches“, das 2010 bei Turia + Kant erschien. Sie war außerdem tätig in der Gemeinwohl-Ökonomie, bei Attac und in der Bewegung Democracy in Europe Movement 2025, deren Kampagne zur Aufgabe der Schuldenbremse sie Ende 2022 unterstützte.
Seit 2022 lebt Rahel Süß in Hamburg.

## Forschungsgebiete
Die Forschungsgebiete von Rahel Süß liegen in den Bereichen Politische Theorie, zeitgenössische Demokratietheorie und Politische Ideengeschichte. Zu ihren Arbeitsschwerpunkten gehören die radikale Demokratie, Digitalpolitik und soziale Bewegungsforschung. Ihre Veröffentlichungen zielen auf die Ausarbeitung einer Demokratietheorie experimentellen Handelns auf der Basis des Poststrukturalismus, der Kritischen Theorie und des Pragmatismus.

## Plagiate und Vorwürfe
Der von Süß 2022 in der Zeitschrift Constellations veröffentlichte Artikel The right to disidentification: Sovereignty in digital democracies wurde wegen unzureichend ausgewiesenen Überschneidungen („insufficiently attributed overlap“) mit 14 Arbeiten anderer Autoren zurückgezogen. Unter den 14 unzureichend belegten Quellen befanden sich Artikel von William Davies und Oliver Marchart.
Jochen Zenthöfer erwähnte in einem Artikel im Juni 2023 in der FAZ ein von ihm erstelltes 57-seitiges Dossier mit 123 unzitierten Übernahmen in verschiedenen Publikationen von Süß. Ungekennzeichnete Übernahmen beziehen sich in der Dissertation z. B. auf einen Aufsatz von Thomas Lemke sowie eine starke Anlehnung an eine Arbeit ihres Doktorvaters Marchart. Gegenüber der in Wien begutachteten und später veröffentlichten Masterarbeit Kollektive Handlungsfähigkeit werden ebenfalls Plagiatsvorwürfe erhoben. Die Autorin erklärte, sie habe die Universität Wien gebeten, ihre Arbeiten mit den heutigen Möglichkeiten erneut zu überprüfen. Marchart hatte zuvor den Studienpräses informiert.
Das Buch Experimentelle Demokratie war bei Springer für Ende 2023 in der Reihe Politologische Aufklärung – konstruktivistische Perspektiven als Publikation vorgesehen, erscheint jedoch nicht.

## Zitat
„Der Sinn von Experimenten mit der Demokratie muss es sein, unsere Handlungsfähigkeit zu erproben.“

## Veröffentlichungen (Auswahl)

### Monografien
- Kollektive Handlungsfähigkeit. Gramsci – Holzkamp – Laclau/Mouffe. Vorwort von Oliver Marchart. Turia + Kant, Wien 2015, ISBN 978-3-85132-767-0. PDF
- Demokratie und Zukunft. Was auf dem Spiel steht. Edition Konturen, Wien 2020, ISBN 978-3-902968-51-7.
- Politique de la provocation. La révolte contre les échecs démocratiques. Eterotopia France, Les Lilas 2021, ISBN 979-10-93250-47-2.

### Herausgeberschaft
- zusammen mit Collectif engagée (Herausgeberteam engagée): Villes Radicales. Du droit à la ville à la démocratie radicale. Eterotopia, Paris 2019, ISBN 979-10-93250-32-8.
- zusammen mit Viola Mark, Stefan Heissenberger, Susanne Schramm, Peter Sniesko: Uni brennt: Grundsätzliches – Kritisches – Atmosphärisches. Zweite erweiterte Auflage. Turia + Kant, Wien 2010, ISBN 978-3-85132-612-3.[16]

### Beiträge
- Who is the Digital Sovereign? In: Democratic Theory, Dezember 2023, doi.org/10.3167/dt.2023.100206.
- Gerbaudo, Paolo; Rahel Süß: Democracy from the Bedroom. In: Logic Magazine, August 2022.[17]
- Revolutionary Mathematics and Democratic Dreams. In: Verso Blog, 22. März 2022.[18]
- Elemente einer radikalen Demokratietheorie des Experiments. Am Beispiel der experimentellen Horizontalität munizipalistischer Bewegungen. In: Judith Vey, Johanna Leinius, Ingmar Hagemann (Hrsg.): Handbuch poststrukturalistische Perspektiven auf soziale Bewegungen. Ansätze, Methoden und Forschungspraxis. Transcript, Bielefeld 2019, ISBN 978-3-8376-4879-9, S. 250–263.
- Theorie und Praxis. In: Dagmar Comtesse, Oliver Flügel-Martinsen, Franziska Martinsen, Martin Nonhoff (Hrsg.): Radikale Demokratietheorie – Ein Handbuch. Suhrkamp, Berlin 2019, ISBN 978-3-518-29848-0, S. 793–806.
- Demokratie ist radikaler Experimentalismus. In: Elke Rajal, trafo.K, Oliver Marchart, Nora Landkammer, Carina Maier (Hrsg.): Making Democracy – Aushandlungen von Freiheit, Gleichheit und Solidarität im Alltag. Transcript, Bielefeld 2020, ISBN 978-3-8376-5016-7, S. 193–204.
- The right to disidentification: Sovereignty in digital democracies. In: Constellations. 5. Mai 2022, ISSN 1351-0487, doi:10.1111/1467-8675.12626.( wegen insufficiently attributed overlap zurückgezogen)